# Dijkum
Dijkum, vroeger ook Dikum, is een gehucht in de gemeente Eemsdelta in de provincie Groningen. Het gehucht ligt ten oosten van het dorp Garsthuizen en ten zuiden van het gehucht Garsthuizervoorwerk. Het gehucht bestaat uit een drietal boerderijen aan de gelijknamige Dijkumerweg; Dijkum, Ypemaheerd en Hissemaheerd. Ten zuiden van het gehucht stroomt de Oude Maar
De naam Dijkum zou 'heim van Dike' betekenen, waarbij Dike een Friese mansnaam is. Dijkum moet niet worden verward met Deikum ten westen van Pieterburen.

## Dijkumborg
Ten westen van boerderij Hissemaheerd stond in de 16e en 17e eeuw de Dijkumborg, die mogelijk een steenhuis als voorganger had. In de ondergrond zijn middeleeuwse kloostermoppen en scherven van kogelpotaardewerk gevonden. Het terrein bevond zich op een strategische locatie op de 13-eeuwse zeedijk langs de Fivel. 
De Dijkumborg werd omstreeks het midden van de 16e eeuw op deze verhoogde plek gebouwd. De edelman Barthold Tjarda van Starkenborgh woonde hier vermoedelijk ten tijde van de Beeldenstorm in 1566. De eerste vermelding van de borg stamt echter pas uit 1618. De kadasterkaart van 1832 toont een dubbele gracht, waarbinnen een rechthoekig gebouw heeft gestaan. Bij de borg bevonden zich een schathuis en een koetshuis. Uit de nalatenschap van Starkenborghs kleinzoon Ludolph kwam de borg in 1618 in handen van de hoofdeling Rempt ten Ham, wiens weduwe hertrouwde met Johan Huninga van Oostwold. De volgende eigenaar was haar zoon, de militair Rempt ten Ham junior, die de borg in 1669 liet verkopen. 
Bij de openbare verkoop in 1669 werd Johan Clant te Stedum eigenaar. Hij liet de borg enige tijd later afbreken, waarschijnlijk om het materiaal te gebruiken de verbouwing van de borg Nittersum. De grachten werden na drie eeuwen in 1924 gedeeltelijk opgevuld met puin dat vrijkwam bij de herbouw van boerderij Hissemaheerd en werden het jaar erop met grond die vrijkwam bij het afgraven van de borgstee met een meter volgestort tot er gras op kon groeien. In 1970 werd het borgterrein door archeologen onderzocht en aangemeld als rijksmonument, maar de eigenaar van de grond ging daartegen in beroep. In 1971 werd het terrein in het kader van een ruilverkaveling geëgaliseerd, zodat het borgterrein sindsdien nauwelijks nog terug is te vinden.
In het Ommelander klauwboek van Johan Tjassens (1658) staat in deze omgeving Hissemaheerd alias Ipemaheerd vermeld. Tegenwoordig zijn dit twee boerderijen. De derde boerderij, genaamd Dijkum ligt iets van de weg, ten noorden van de vroegere borgstee.

## Literatuur

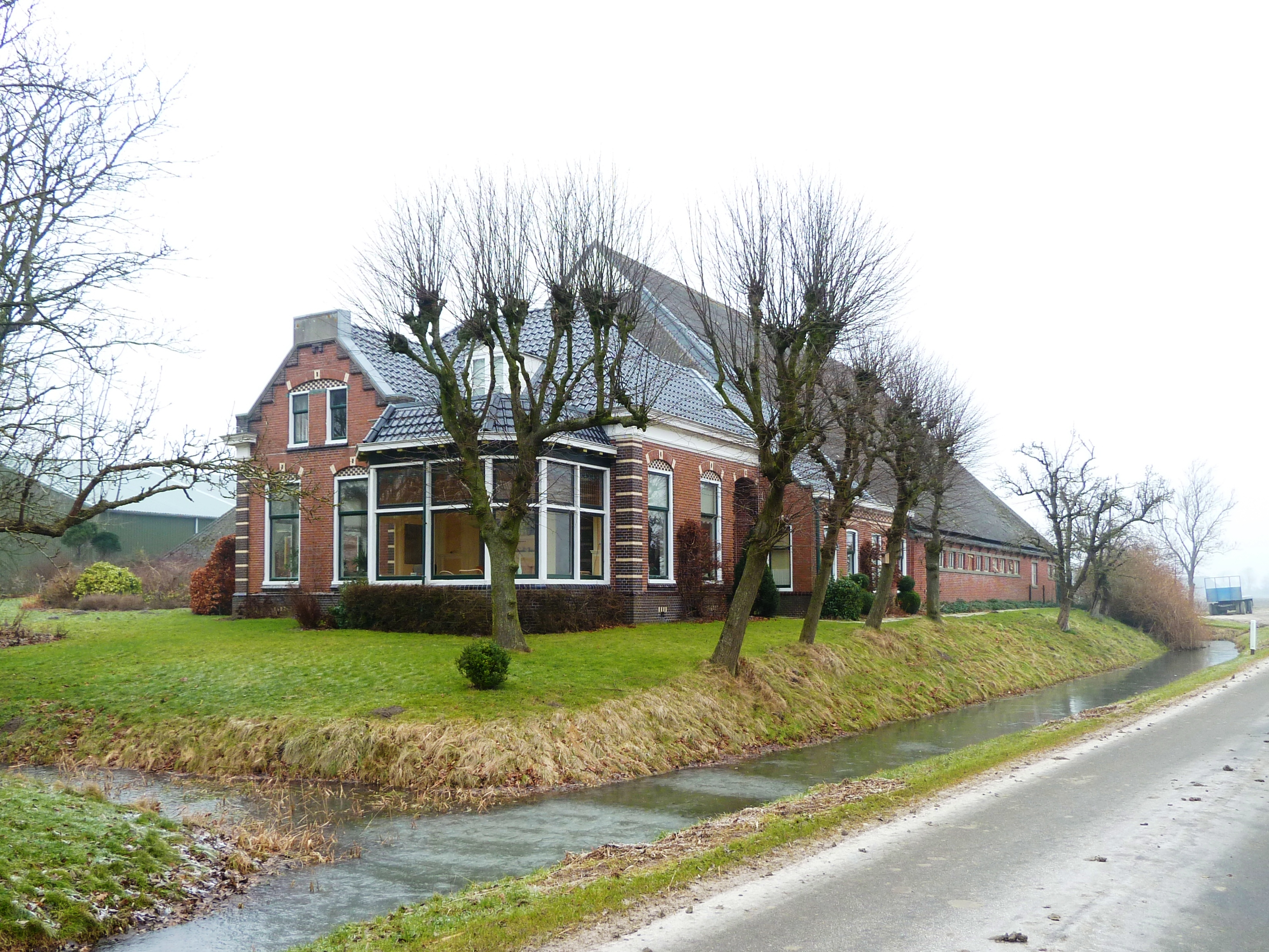
Voorzijde Ypemaheerd
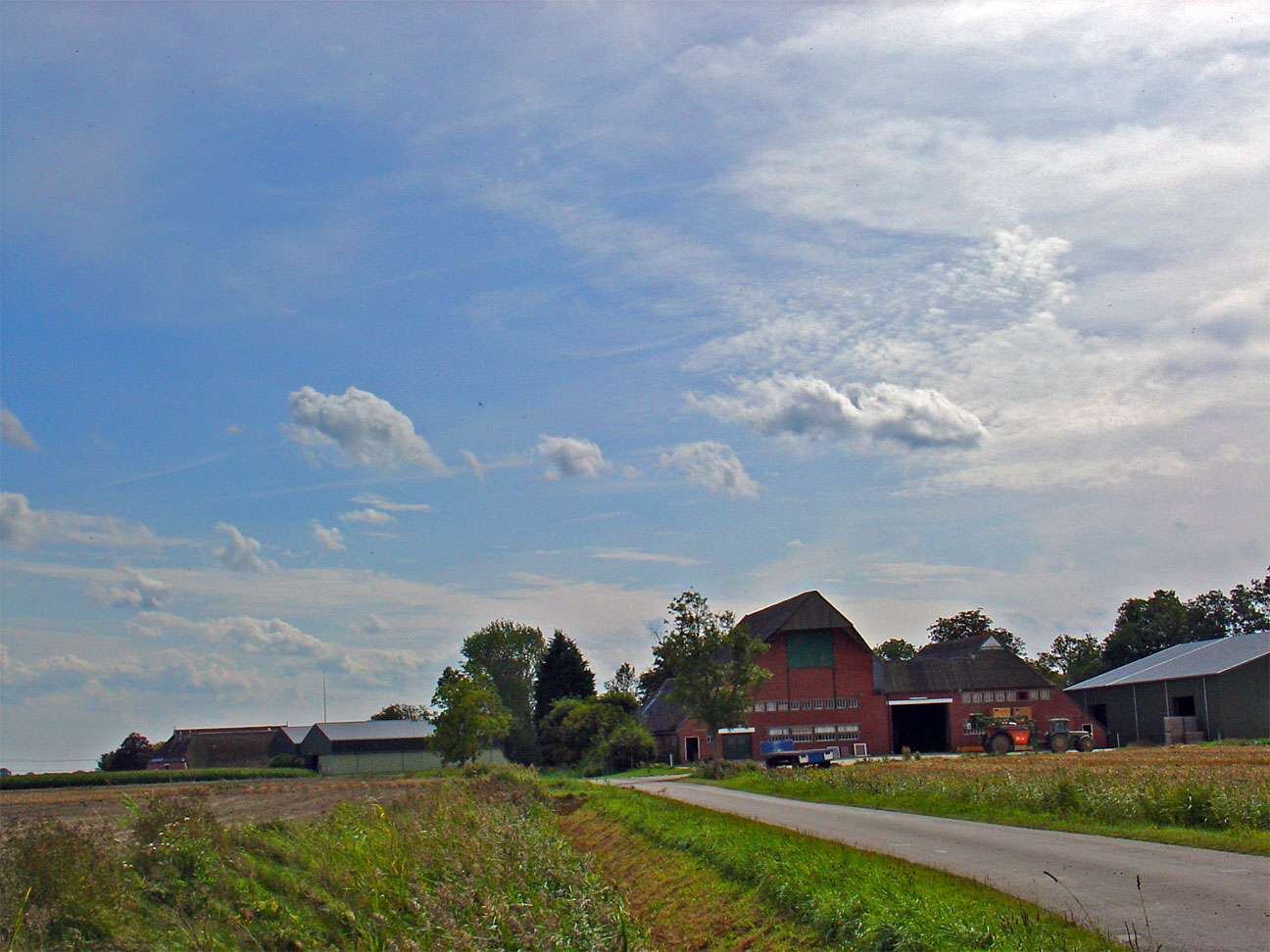
Achterzijde Ypemaheerd met linksachter de Hissemaheerd